# Buteshire (circonscription du Parlement d'Écosse)
Avant les Actes d'Union de 1707, les barons du comté de Bute élisaient des commissaires pour les représenter au Parlement monocaméral d'Écosse et à la Convention des États.
Après 1708, le Buteshire et Caithness ont alterné pour envoyer un membre à la Chambre des communes de Grande-Bretagne et plus tard à la Chambre des communes du Royaume-Uni.

## Liste des commissaires du comté
- 1644: Sir Robert Montgomery de Skelmorlie[1]
- 1644–45: Sir James Stewart de Kirktoun, sheriff [2]
- 1648: Laird de Kilchattane (Stewart)[3]
- 1648: Laird de Kames (Bannatyne)[3]
- 1651: Laird de Askog (Stewart)[3]
- 1661–63: Sir James Stewart de Kirktoun[4]
- 1665 (convention)
- 1667 (convention)
- 1669–70: Sir Dugald Stewart de Bute[4]
- 1669–74,
- 1678 (convention)
- 1681–82: Ninian Bannantyne de Kames [5]
- 1685–86: John Boyle de Kelburn[6]
- 1689 (convention)
- 1689–93,
- 1689–98: David Boyle, plus tard le 1er Comte de Glasgow[6]
- 1693–1702: William Stewart de Ambrismore [7]
- 1702–03: Sir James Stewart (ou Stuart) de Bute, shérif (anobli en 1703) [8]
- 1702–07: Robert Stewart de Tillicoultry[9]
- 1704–07: John Steuart de Kinwhinlick [10]